# 刘曜垣
刘曜垣（?—20世纪?），广东香山县人，清末立宪派政治人物。

## 生平
光緒十九年（1893年），癸巳恩科顺天鄉試第一百二十七名中舉，以同知衔议叙分发知县。后任资政院议员。
他在香山县曾经卷入农务分会间的争端。宣统元年（1909年），顺德绅士冯国材在香山大黄圃成立安洲农务分会，管辖东海十六沙，冯国材任总理。同年，其子冯毓灵成立龙洞农务分所，管辖西海十八沙。为夺回大黄圃的土地，宣统二年（1910年），大黄圃乡人、大理寺评事、举人何国华、乡绅李仲英等人上告要求撤消安洲农务会，成立大黄圃乡分所，但他们的要求未能被政府满足。何国华遂成立香山县农务分会，与冯国材对抗。翰林院编修黄玉堂任香山县农务分会总理，举人刘曜垣等人任董事。结果何国华和冯国材双方进行长期诉讼。